# Konstantin Alexejewitsch Wassiljew
Konstantin Alexejewitsch Wassiljew (russisch Константи́н Алексе́евич Васи́льев, meist Konstantin Vasiliev, * 3. September 1942 in Maikop, Adygeijisches Autonomes Gebiet, UdSSR; † 29. Oktober 1976 in Wassiljewo, Tatarische ASSR) war ein sowjetischer Maler, dessen Werke sich insbesondere auf die slawische Mythologie beziehen.

## Leben
Wassiljews Vater Alexej Alexejewitsch arbeitete während des Großen Vaterländischen Krieges als Chefingenieur in Maikop, schloss sich allerdings einer Partisanen-Bewegung an, die in der Region Krasnodar entstanden war. Die Mutter Klawdija Parmenowna (geborene Schischkina), eine entfernte Verwandte des bedeutenden Malers Iwan Schischkins, blieb mit ihrem kleinen Sohn für einen längeren Zeitraum allein zurück und lebte unter der Belagerung der deutschen Wehrmacht. 1946 kam Konstantins Schwester Valentina, 1950 dann Ljudmila zur Welt. Im Jahre 1949 sandte man Konstantin Wassiljew zusammen mit seiner Familie in die Tatarische ASSR, um in einer Fabrik nahe der Hauptstadt Kasan zu arbeiten. So verbrachte der Maler seine Kindheit in dem Dorf Wassiljewo, das am Ufer der Wolga lag.
Seine Leidenschaft für die Malerei entwickelte sich früh, was die Familie sehr zu schätzen wusste. Nach seinem Schulabschluss meldete sich Wassiljew bei der Moskauer Kunstschule an, einem Internat des Staatlichen Institutes von W. I. Surikow zu Moskau. Seine Begabung und das Interesse an den Werken von W. M. Wasnezow machten sich bei den Pädagogen rasch bemerkbar. Allerdings scheiterte er bei den Prüfungen. Im Jahre 1957 erkrankte sein Vater schwer. Der Maler meldete sich noch in demselben Jahr bei der Kasaner Kunstschule an. Diese Schule sollte der alten Tradition der Kunst treu gewesen sein. Bereits im Anfang des 20. Jahrhunderts belegten hier Künstler wie Nikolai Iwanowitsch Feschin (1881–1955), ein bekannter Maler und ehemaliger Schüler von Ilja Jefimowitsch Repin, ihre Kurse. Konstantin Wassiljew wurde zu einem der Schüler von Feschin.
Nach dem Studium arbeitete Wassiljew als Lehrer für Malerei, war aber auch als Dekorateur tätig.
Konstantin Wassiljew soll am 29. Oktober 1976 von einem Zug an der Station Atlaschkino erfasst worden sein, nachdem er von einer Bande Unbekannter zusammengeschlagen worden war. Seine Familie zweifelt an der Glaubwürdigkeit dieser Theorie.
Die Beisetzung fand in Wassiljewo statt.
Seine Werke umfassen Gemälde, Zeichnungen, Skizzen und sogar Wandmalereien, so in Kirchen in Omsk. Insgesamt hinterließ er mehr als 400 Gemälde und Zeichnungen. Seine Werke fanden auch über den Raum der Sowjetunion hinaus Aufmerksamkeit. So kam es unter anderem zu Ausstellungen in Bulgarien, Jugoslawien und Spanien.
| Personendaten    | Personendaten                                                    |
| ---------------- | ---------------------------------------------------------------- |
| NAME             | Wassiljew, Konstantin Alexejewitsch                              |
| ALTERNATIVNAMEN  | Васи́льев, Константи́н Алексе́евич (russisch); Vasiliev, Konstantin |
| KURZBESCHREIBUNG | sowjetischer Maler                                               |
| GEBURTSDATUM     | 3. September 1942                                                |
| GEBURTSORT       | Maikop, Adygeijisches Autonomes Gebiet, UdSSR                    |
| STERBEDATUM      | 29. Oktober 1976                                                 |
| STERBEORT        | Wassiljewo, Tatarische ASSR                                      |